# 赫伯特 (伊利諾伊州)
赫伯特（英語：Herbert）是位於美國伊利諾伊州布恩縣的一個非建制地區。該地的面積和人口皆未知。

## 地理
赫伯特的座標為42°09′17″N 88°46′34″W / 42.15472°N 88.77611°W，而該地的平均海拔高度為266米（即873英尺）。